# Tonje Angelsen
Tonje Angelsen, née le 17 janvier 1990 à Trondheim, est une athlète norvégienne spécialiste du saut en hauteur.

## Biographie
Tonje Angelsen remporte la médaille d'argent du saut en hauteur à l'occasion des Championnats d'Europe d'Helsinki en 2012. Devancée par l'Espagnole Ruth Beitia, elle établit un nouveau record personnel avec une hauteur d'1,97 m. Aux Jeux olympiques de Londres, Tonje Angelsen est éliminée en qualifications, ne franchissant qu'1.85 m.
En 2014, elle se qualifie de justesse en finale des Championnats d'Europe de Zurich en franchissant les 1.75 m, 1.85 m et 1.89 m aux 3èmes essais. En finale, Angelsen termine à la 9e place avec 1,90 m et ne conserve malheureusement pas sa médaille remportée 2 ans plus tôt.
Elle annonce fin juillet subir une blessure au tendon d'Achille droit, déclare forfait pour les mondiaux de Pékin et met un terme à sa saison de 2015.
Le 7 juillet 2016, Angelsen franchit une barre à 1,93 m et se qualifie ainsi pour ses 2d Jeux olympiques, à Rio.
Le 19 juillet 2017, elle réussit 1,90 m à Oslo. Si elle ne réalise pas les minima(s), l'IAAF lui offre une participation pour les Championnats du monde de Londres. Cependant, la Fédération norvégienne refuse cette invitation et l'athlète n'y participera donc pas,.

## Palmarès
| Date | Compétition                       | Lieu             | Résultat | Marque  |
| ---- | --------------------------------- | ---------------- | -------- | ------- |
| 2006 | Championnats du monde juniors     | Pékin            | qual.    | 1,74 m  |
| 2008 | Championnats du monde juniors     | Bydgoszcz        | qual.    | 1,70 m  |
| 2010 | Championnats d'Europe par équipes | Bergen           | 6e       | 1,85 m  |
| 2010 | Championnats d'Europe             | Barcelone        | qual.    | 1,87 m  |
| 2011 | Championnats d'Europe en salle    | Paris            | qual.    | 1,92 m  |
| 2011 | Championnats d'Europe par équipes | Izmir            | 1re      | 1,89 m  |
| 2011 | Championnats d'Europe espoirs     | Ostrava          | 4e       | 1,92 m  |
| 2011 | Championnats du monde             | Daegu            | qual.    | 1,85 m  |
| 2012 | Championnats du monde en salle    | Istanbul         | qual.    | 1,88 m  |
| 2012 | Championnats d'Europe             | Helsinki         | 2e       | 1,97 m  |
| 2012 | Jeux olympiques                   | Londres          | qual.    | 1,85 m  |
| 2013 | Championnats d'Europe par équipes | Gateshead        | 8e       | 1,85 m  |
| 2014 | Championnats d'Europe par équipes | Tallin           | 3e       | 1,80 m  |
| 2014 | Championnats d'Europe             | Zurich           | 9e       | 1,90 m  |
| 2015 | Championnats d'Europe par équipes | Tcheboksary      | 10e      | 1,84 m  |
| 2016 | Jeux olympiques                   | Rio de Janeiro   | qual.    | 1,80 m  |
| 2016 | Ligue de diamant                  | Ligue de diamant | 9e       | détails |

## Records personnels
| Épreuve         | Épreuve   | Performance | Lieu                | Date                            |
| --------------- | --------- | ----------- | ------------------- | ------------------------------- |
| Saut en hauteur | plein air | 1,97 m      | Helsinki            | 28 juin 2012                    |
| Saut en hauteur | salle     | 1,93 m      | Trondheim Steinkjer | 22 janvier 2012 11 février 2012 |